# Велика балка (заказник)
Велика балка — ландшафтний заказник місцевого значення. Об'єкт розташований на території Бобринецького району Кіровоградської області.
Площа — 118,8 га, статус отриманий у 2013 році.